# Лі Цзясін
Лі Цзясін (19 березня 1990) — китайська плавчиня.
Учасниця Олімпійських Ігор 2008, 2012 років.